# 皇室財産
皇室財産（こうしつざいさん）は、皇室の家産である。三種の神器など由緒ある物は、皇位継承とともに皇嗣が受けることが皇室経済法第7条に定められている。

## 日本国憲法下
日本国憲法では、憲法第八十八条の規定により、皇室財産は国に属するものとされ、皇室の費用は予算に計上して国会の議決を経ることとなった（88条）。御料地は国有林となり、他の皇室財産も大規模に国の財産に転換された。現在の法律では、国有財産の管理について規定する国有財産法第3条が、国有財産を目的が定まった行政財産とそれ以外の普通財産に分け、行政財産の一種に「皇室用財産」をおく。この法律がいう国有財産は、不動産とその従物、船舶・航空機、株券・債券などに限られ、一般の動産は入らない。
憲法第8条は、皇室に財産を譲り渡し、皇室が財産を譲られたり与えたりする際には、国会の議決を経なければならないとした。実際には個々の財産変動に個別に議決が行われるわけではなく、皇室経済法第2条が、売買などの通常の私的経済行為、外国交際の贈答、遺贈・遺産の賜与には国会の個別の議決を必要としないと定めているほか、1年度の総額が皇室経済法施行法に基づく限度額内に収まる場合は、個別の議決を行っていない。なお、皇室経済法の例外に入るものでも、一度の額か一年度の総額が国有財産法第13条2項に定められたそれぞれの限度額を越えると、国会の議決が必要になる。限度額は国有財産法が定めるものの方が大きい。
| 名           |  | 番号 | 土地   | 土地    | 立木竹 | 立木竹 | 立木竹 | 立木竹 | 建物      | 建物  | 工作物 | 船舶 | 船舶 | 地上権等 | 地上権等 | 合計    |  | 所在地         | 番号 |
|              |  |      | 数量   | 価格    | 樹木   | 立木   | 竹     | 価格   | 数量      | 価格  | 価格   | 数量 | 価格 | 数量     | 価格     | 価格    |  |                |      |
|              |  |      | 千m2   |         | 千本   | 千m3   | 千束   |        | 延べ 千m2 |       |        | 隻   |      | 千m2     |          |         |  |                |      |
| ------------ |  | ---- | ------ | ------- | ------ | ------ | ------ | ------ | --------- | ----- | ------ | ---- | ---- | -------- | -------- | ------- |  | -------------- | ---- |
| 皇居         |  | 1    | 1,150  | 361,565 | 46     | -      | -      | 478    | 108       | 4,331 | 1,976  | 1    | 0    | -        | -        | 368,351 |  | 東京都千代田区 | 1    |
| 赤坂御用地   |  | 2    | 508    | 210,527 | 9      | -      | 0      | 108    | 25        | 1,768 | 1,199  | 1    | 0    | -        | -        | 213,604 |  | 東京都港区     | 2    |
| 常盤松御用邸 |  | 3    | 19     | 18,008  | 0      | -      | -      | 16     | 1         | 139   | 106    | -    | -    | -        | -        | 18,270  |  | 東京都渋谷区   | 3    |
| 須崎御用邸   |  | 4    | 384    | 1,413   | 0      | 9      | 0      | 16     | 5         | 76    | 134    | -    | -    | -        | -        | 1,640   |  | 静岡県下田市   | 4    |
| 御料牧場     |  | 5    | 2,518  | 1,869   | 6      | 0      | 0      | 44     | 21        | 646   | 928    | -    | -    | -        | -        | 3,488   |  | 栃木県塩谷郡   | 5    |
| 葉山御用邸   |  | 6    | 95     | 2,984   | 4      | -      | 0      | 9      | 3         | 124   | 57     | -    | -    | -        | -        | 3,176   |  | 神奈川県三浦郡 | 6    |
| 新浜鴨場     |  | 7    | 195    | 54      | 1      | -      | 0      | 4      | 1         | 42    | 237    | 4    | 0    | -        | -        | 339     |  | 千葉県市川市   | 7    |
| 埼玉鴨場     |  | 8    | 116    | 217     | 1      | -      | 1      | 20     | 1         | 4     | 15     | 3    | 0    | -        | -        | 258     |  | 埼玉県越谷市   | 8    |
| 那須御用邸   |  | 9    | 6,625  | 157     | 0      | 15     | -      | 7      | 6         | 84    | 64     | -    | -    | 1        | 17       | 331     |  | 栃木県那須郡   | 9    |
| 高輪皇族邸   |  | 10   | 19     | 18,807  | 1      | -      | -      | 54     | 2         | 110   | 256    | -    | -    | -        | -        | 19,229  |  | 東京都港区     | 10   |
| 京都御所     |  | 11   | 201    | 49,914  | 3      | -      | -      | 7      | 16        | 235   | 464    | 2    | 1    | -        | -        | 50,623  |  | 京都府京都市   | 11   |
| 修学院離宮   |  | 12   | 544    | 1,158   | 0      | 6      | 0      | 13     | 1         | 8     | 125    | 1    | 0    | -        | -        | 1,306   |  | 京都府京都市   | 12   |
| 桂離宮       |  | 13   | 69     | 2,076   | 1      | -      | 0      | 16     | 2         | 28    | 92     | 1    | 0    | -        | -        | 2,214   |  | 京都府京都市   | 13   |
| 正倉院       |  | 14   | 88     | 412     | 1      | -      | -      | 6      | 5         | 758   | 496    | -    | -    | -        | -        | 1,674   |  | 奈良県奈良市   | 14   |
| 陵墓         |  | 15   | 6,515  | 9,904   | 17     | 159    | 3      | 479    | 6         | 423   | 2,503  | 11   | 0    | -        | -        | 13,310  |  | 大阪府堺市ほか | 15   |
| 合計         |  | 16   | 19,055 | 679,072 | 97     | 191    | 5      | 1,286  | 209       | 8,782 | 8,659  | 24   | 2    | 1        | 17       | 697,820 |  |                | 16   |

| 国会回次 | 提出                       | 衆議院可決  | 参議院可決  | 備考 |
| -------- | -------------------------- | ----------- | ----------- | --- |
| 第8回    | 1950年（昭和25年）7月27日  | 同年7月29日 | 同年7月30日 | 葉山御用邸附属地の用途廃止                                                                                |
| 第9回    | 1950年（昭和25年）12月5日  | 同年12月7日 | 同年12月8日 | 四条帝陵墓の敷地の一部を中学校及び高等学校の用地とする                                                    |
| 第13回   | 1952年（昭和27年）4月15日  | 同年4月26日 | 同年5月16日 | 千代田グラウンドを皇居外苑の一環として整備運営する                                                        |
| 第16回   | 1953年（昭和28年）7月16日  | 同年7月21日 | 同年7月24日 | 正倉院宝物の保存を目的として新築された新宝庫を皇室用財産として管理するため                                |
| 第16回   | 1953年（昭和28年）7月16日  | 同年7月21日 | 同年7月24日 | 皇居内吹上御文庫の増築及び修理のため                                                                      |
| 第19回   | 1954年（昭和29年）2月8日   | 同年3月6日  | 同年2月26日 | 参議院先議 正倉院保存修理室を皇室用財産として取得するため                                                 |
| 第25回   | 1956年（昭和31年）11月13日 | 同年12月4日 | 同年12月3日 | 参議院先議 仮宮殿として使用中の宮内庁庁舎3階部分を皇室用財産として取得する等のため                        |
| 第26回   | 1957年（昭和32年）4月9日   | 同年4月19日 | 同年5月15日 | 皇居内仮宮殿及び平河橋の工事等、火災で焼失した京都御所内の小御所の復元のため                              |
| 第29回   | 1958年（昭和33年）6月18日  | 同年7月8日  | 同年7月4日  | 参議院先議 皇居に参観人休憩所を設置、東宮御所の新築等のため                                               |
| 第31回   | 1959年（昭和34年）2月17日  | 同年2月27日 | 同年3月13日 | 皇居内の敷地の舗装、正倉院第二新宝庫の新築及び皇室用財産としての取得のため                                |
| 第34回   | 1960年（昭和35年）3月23日  | 同年4月15日 | 同年4月27日 | 天皇皇后の住居の増築のため                                                                                |
| 第40回   | 1962年（昭和37年）3月19日  | 同年4月6日  | 同年4月23日 | 葉山御用邸の暖房設備の新設、皇居内に生物標本室を新築、皇居付属庭施設整備計画による建物新築のため          |
| 第43回   | 1963年（昭和38年）1月31日  | 同年5月23日 | 同年2月20日 | 参議院先議 二重橋の架け替え、病院の新設等のため                                                           |
| 第46回   | 1964年（昭和39年）2月11日  | 同年4月3日  | 同年2月21日 | 参議院先議 厚生省所管の公共用財産の宮内庁への移管のため                                                   |
| 第65回   | 1971年（昭和46年）2月4日   | 同年4月22日 | 同年2月24日 | 参議院先議 宣仁親王（高松宮）邸の建設用地として大蔵省所管の普通財産を宮内庁所管の皇室用財産に移管するため |
| 第108回  | 1987年（昭和62年）4月28日  | 同年5月14日 | 同年5月22日 | 故宣仁親王（高松宮）所有の財産を遺贈により皇室用財産として取得するため                                    |

## 歴史

### 古代
古代における皇室財産の実態は不明な部分も多いが、屯倉・御厨などの所有の形で保持されてきた。『日本書紀』の記述を信じるならば、垂仁天皇27年（紀元前3年）に最初の屯倉が設置されたとされている。これらは律令制以後は大炊寮・内膳司の管理下に置かれて皇室の直接支配からは離れた。平安時代に入ると、これらに替わるものとして勅旨田・勅旨牧などの設定が行われた他、上皇の生活保持のために後院による私領が形成された。院政成立後は上皇（院）の元に大量の荘園が集中したこと、院宮分国の確立によって、治天の君が一大荘園領主となるとともに国衙領や女院領・御願寺領などを含めた膨大な皇室財産を運営するようになった。

### 中世
その後、承久の乱に伴う鎌倉幕府による皇室領の大量接収（後に後高倉院に対して返還される）や皇統分裂に伴う皇室領の分裂などを経て、明徳の和約による南北朝の統一によってその大半が持明院統の嫡流とされた伏見宮家の元に集中された。だが、同家と嫡流の地位を争っていた後小松天皇が伏見宮家から所領をことごとく奪い、室町幕府を巻き込んだ内紛となるが、後小松系統の断絶と伏見宮家への皇位継承（後花園天皇）によって漸く安定した。また、これによって院政が中断したために仙洞領が天皇の下に統合された。この時期になると、室町幕府の公方御料と区別する意味で、禁裏御料・皇室御領などと呼ばれるようになる。また、南北朝時代から室町時代にかけて諸司領や、率分関・供御人制度が設けられてそこから上納される金銭収入で不足を補うようになっていった。だが、戦国時代に入ると山国荘などのように禁裏御料であった各地の荘園が地元の戦国大名や国人領主に侵奪され、収入の滞った皇室では後土御門天皇の葬儀が1か月以上も開けずに遺体が放置されるなどの深刻な状況となった。

### 近世
織田信長・豊臣秀吉は皇室に所領の一部を献上して漸く7千石分の禁裏御料を確保した。1601年に徳川家康は改めて1万石を禁裏御料として確定させ、その後江戸幕府は1623年と1705年にそれぞれ1万石ずつ所領を献上して3万石の禁裏御料が確定する。その他に豊臣政権時代に定められてそのまま継承された京都の銀地子や宇治・田原の茶に対する賦課（茶役）などによる収入があった。また幕府が任じた武家官位を朝廷が正式な官位・官職として勅許される際に、任官される諸大名や旗本は従五位下諸大夫で金十両、大納言で銀100枚といった具合に天皇に対して金子を進上することになっていた。武家官位の授与数は年間で3桁以上になるため、武家官位の授与は江戸時代の朝廷にとっては大きな収入源になっていた。
この他に朝廷に奉仕する公家にも公家領が与えられ、それが約10万石あったとされている。大政奉還直前の1867年、徳川慶喜は山城一国23万石を禁裏御料として献上する事で朝廷との関係をつなぎ止めようとするが、失敗に終わっている。戊辰戦争によって朝廷は幕府及び佐幕派諸藩より計150万石を没収して禁裏御料に編入している。これが明治政府の国有財産としてその財政基盤となる。

### 近代（大日本帝国憲法）
| 普通の国有財産となったもの | 普通の国有財産となったもの | 皇室用財産とされたもの                  | 皇室用財産とされたもの |
| -------------------------- | -------------------------- | --------------------------------------- | ---------------------- |
| 名称                       | 土地面積（m2）             | 名称                                    | 土地面積（m2）         |
| 高輪御料地                 | 11,273                     | 皇居                                    | 881,803                |
| 常盤松第二御料地           | 4,513                      | 赤坂離宮                                | 640,764                |
| 四谷第二御料地             | 33,506                     | 常盤松御用邸                            | 19,822                 |
| 落合御料地                 | 11,242                     | 高輪南町御用邸                          | 39,523                 |
| 高田第一 ～ 第五御料地     | 215,913                    | 葉山御用邸                              | 130,067                |
| 新宿御苑                   | 356,324                    | 沼津御用邸                              | 154,927                |
| 紀尾井町第三御料地         | 9,629                      | 那須御用邸                              | 12,253,914             |
| 三番町第一 ～ 第三御料地   | 24,325                     | 京都御所 （大宮御所、仙洞御所を含む。） | 201,581                |
| 喜多見第一御料地           | 110,906                    | 京都御所 （大宮御所、仙洞御所を含む。） | 201,581                |
| 各府県神社                 | 1,096,826                  | 桂離宮                                  | 65,165                 |
| 日光御用邸及び同水源地     | 42,613                     | 修学院離宮                              | 569,748                |
| 田母沢御用邸及び同附属地   | 107,085                    | 正倉院                                  | 89,994                 |
| 塩原御用邸                 | 51,168                     | 東宮御仮寓所（建物のみ）                | 1,243                  |
| 伊香保御用邸               | 248,905                    | 下総御料牧場                            | 5,238,123              |
| 新冠御料牧場               | 170,845,118                | 新浜鴨場                                | 324,145                |
| 京都山科第一 ～ 第三御料地 | 10,803                     | 埼玉鴨場                                | 116,142                |
| 鎌倉第二御料地             | 4,680                      | 陵墓                                    | 6,561,040              |
| 計                         | 174,173,556                | 計                                      | 27,187,192             |

大日本帝国憲法下では、天皇の個人的財産は御料（ごりょう）あるいは御料地（ごりょうち）と呼ばれ、帝国議会の統制外にあった。御料そのものは憲法制定以前から存在し、明治維新後に木戸孝允・徳大寺実則・元田永孚らによってその充実を求める意見書が出されていたが、大部分の御料の形成は憲法制定に深いかかわりがあった。日本における国会開設と憲法制定は、自由民権運動への譲歩という側面を持ち、そこでは国家予算が国会の承認を要することになった。これを嫌った岩倉具視は、国会開設前に国有財産の相当部分を皇室財産に移し、国会から遮断することを考えた。そこで、1889年（明治22年）頃にそれまでの官有林（国有林）は大部分が御料林にされ、他の形でも国の財産が皇室財産に大規模に転換された。また、1884年に大蔵卿松方正義の建議によって日本銀行・横浜正金銀行、続いて1887年には日本郵船の政府保有株式が次々と皇室に献上されている。
御料および皇族財産の管理については法律ではなく皇室令という法形式をとる皇室財産令により規定された。御料は世伝御料と普通御料に分かれ、世伝御料はその名の通り代々受け継がれるべきもので、（旧）皇室典範第45条により分割譲与を禁じられた。

## 忘れられた御料地
北海道弟子屈町にあった旧御料地1万8800ヘクタール（町の面積の24%）は「宮内大臣」の名義で登記されたままであった。宮内庁管理部が「弟子屈町に所管財産は存在しない」として北海道財務局などによる処理を求め、2001年（平成13年）12月、財務局・北海道庁・弟子屈町などによる協議会により、摩周湖を含め大半が所有者のない不動産となった。

## 幕末の皇室領
国立歴史民俗博物館の『旧高旧領取調帳データベース』より算出した幕末期の皇室領は以下の通り。（186村・47,186石余）
●は御料、○は御除料、▲は准后御料、△は和宮御料、★は内侍所御料、☆は仙洞御領、■は伏見宮領、□は桂宮領、◆は有栖川宮領、◇は閑院宮領を表す。
- 山城国愛宕郡のうち - 20村（4,570石余）
  - ●田中村、○一乗寺村、●鹿ヶ谷村、●▲修学院村、●東紫竹大門村、■千本廻り、●西紫竹大門村、○西賀茂村、●下鴨村、●○▲松ヶ崎村、●○▲岩倉村、●■花園村、●幡枝村、●市原村の各一部および●中村、●高野村、●八瀬村、○出谷村、○中畑村、○中津川村
- 山城国葛野郡のうち - 22村（6,701石余）
  - ■西院領、■西京村、■朱雀村、●唐橋村、●○△川島村、●下津林村、●上桂村、■聚楽廻り、◆大石中里村の各一部および□川勝寺村、□宿村、□下桂村、□徳大寺村、□御陵村、◆安養寺村、○中村、○東河内村、○西河内村、○杉阪村、○上村、○下村、○真弓村
- 山城国乙訓郡のうち - 15村（1,935石余）
  - ●■上久世村、★久我村、●物集女村、■鶏冠井村、●寺戸村、●上植野村、□開田村、●■今里村、●灰方村、●外畑村、●○石見上里村、○大原野村の各一部および■下海印寺村、■金ヶ原村、○浄土谷村
- 山城国紀伊郡のうち - 5村（411石余）
  - ○▲塔森村、●★下三栖村、★■吉祥院村、○石原村、●★深草村の各一部
- 山城国宇治郡のうち - 28村（7,356石余）
  - ●御陵村、●北小栗栖村、●四宮村、●西野村、●南小栗栖村、▲五ヶ庄の各一部および●東野村、●大宅村、●北花山村、●上花山村、●日岡村、●川田村、●八軒町、●髭茶屋村、●挑灯町、●行燈町、●《音羽村／小山村》立会新田、●小山村、●椥辻村、●音羽村、●厨子奥村、●上野村、●竹ヶ鼻村、●大塚村、●栗栖野新田、●西野山村、●三室戸村、●志津川村
- 山城国久世郡のうち - 1村（1,001石余）
  - ○寺田村の一部
- 山城国綴喜郡のうち - 31村（6,725石余）
  - ●水主村、●南興戸村、●○江津村、●天王村、●○出垣内村、●上村、●高木村、●奈島村、○井手村の各一部および●宮口村、●水取村、●郷口村、●老中村、●名村、●切林村、●熱田村、●符作村、●荒木村、●糖塚村、●大道寺村、●平岡村、●岩本村、●禅定寺村、●長山村、●湯屋谷村、●川上村、●宮村、●茶屋村、●栢村、●多賀村、●奥山新田
- 山城国相楽郡のうち - 39村（11,772石余）
  - ●林村、●○椿井村、●神童子村、●平尾村、●○菱田村、●植田村、●菅井村、●吐師村、●乾谷村、●山田村、●柘榴村、●相楽村、○小寺村、○千童子村、○市坂村、■鹿脊山村、○大路村の各一部および●綺田村、●上津村、●南川村、●西村、●河原村、●岡崎村、●井平尾村、●石寺村、●白栖村、●別所村、●園村、●原山村、●湯舟村、●門前村、●釜塚村、●南村、●木屋村、●撰原村、●下島村、●田村新田、●杣田村、●中村
- 摂津国西成郡のうち - 2村（583石余）
  - ◇南宮原村の一部および◇堀上村
- 摂津国島下郡のうち - 6村（2,330石余）
  - ☆下中条村、☆鮎川村、☆吹田村、◇丑寅村の各一部および◇西蔵垣内村、☆上野村
- 丹波国桑田郡のうち - 10村（2,621石余）
  - ○土田村、●井戸村の各一部および○千ヶ畑村、○並川村、●鳥居村、●塔村、●上黒田村、●下黒田村、●黒田宮村、●小塩村
- 丹波国船井郡のうち - 7村（1,177石余）
  - ▲池上村、▲日置村、○氷所村、▲観音寺村、▲野条村の各一部および○佐切村、○越方村

## ギャラリー

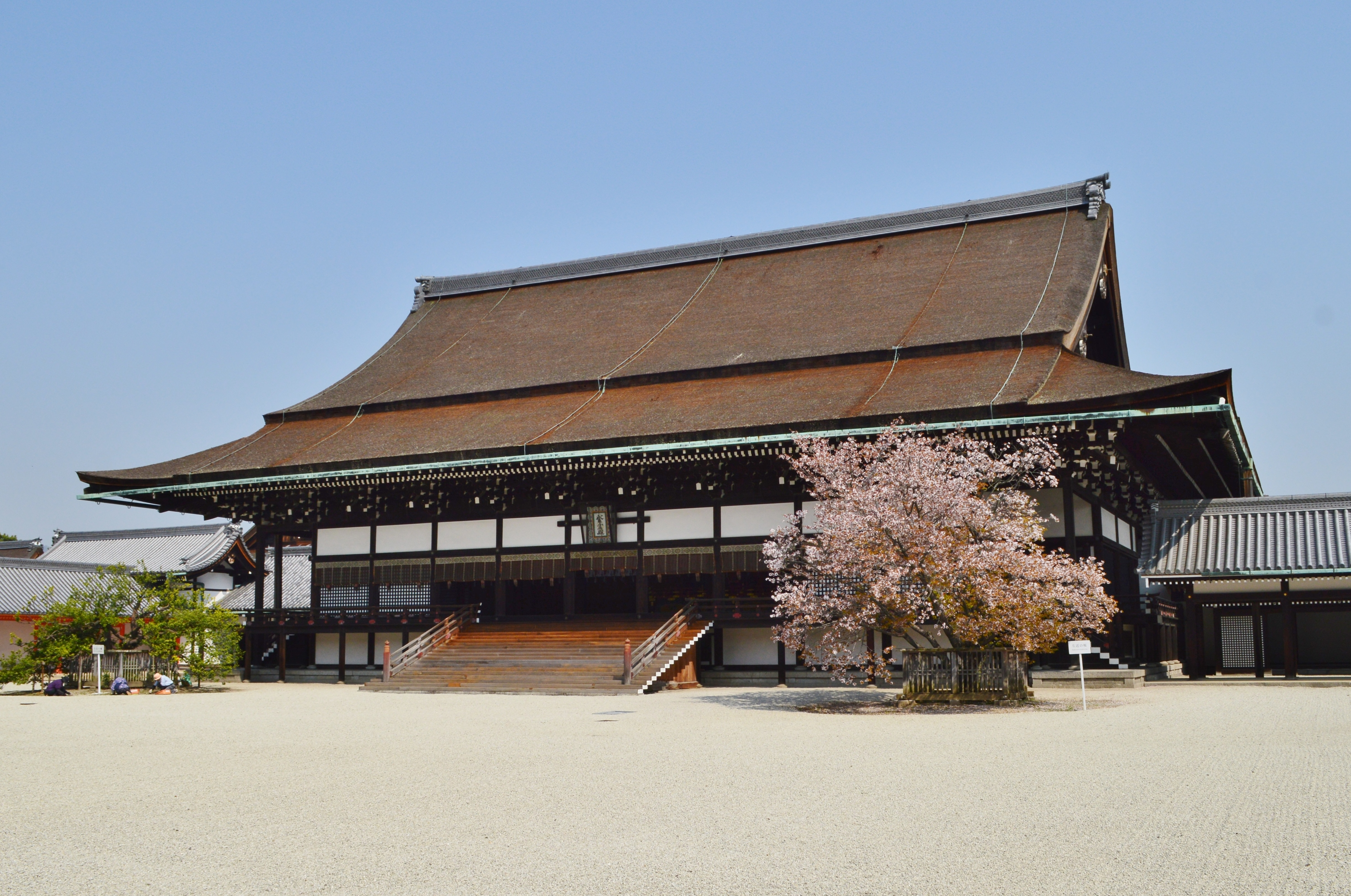
京都御所の紫宸殿
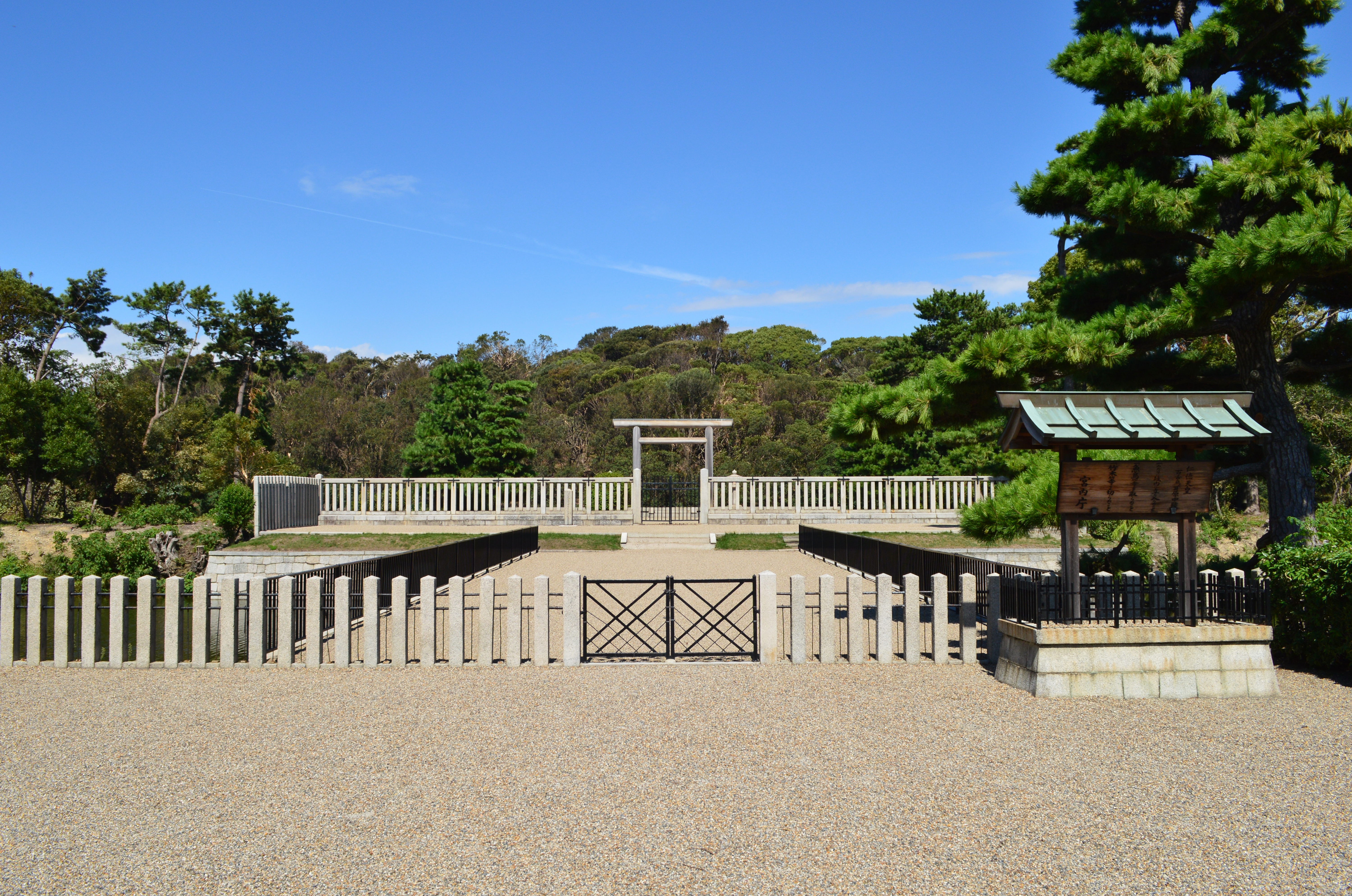
大仙陵古墳 仁徳天皇百舌鳥耳原中陵拝所
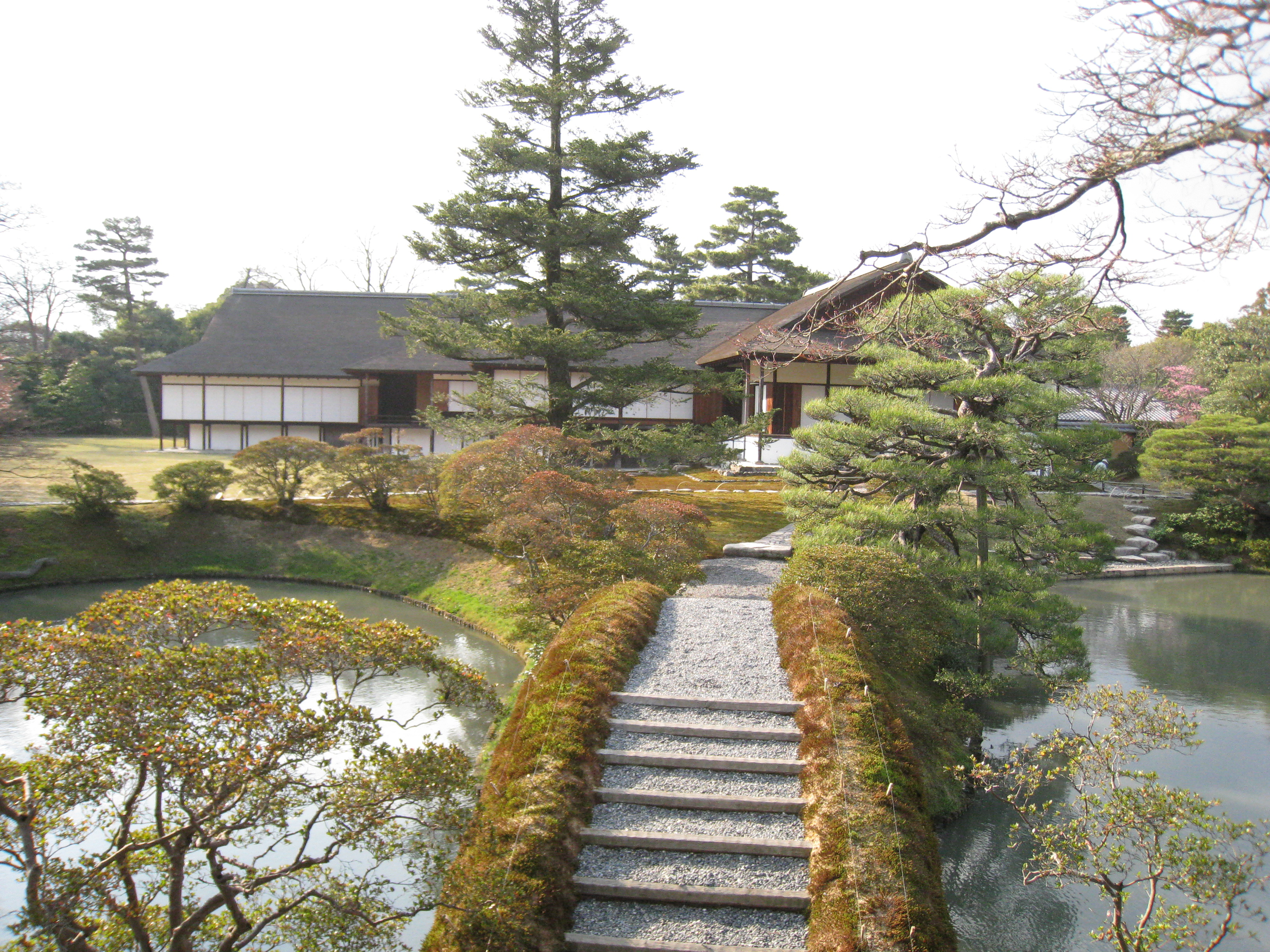
桂離宮
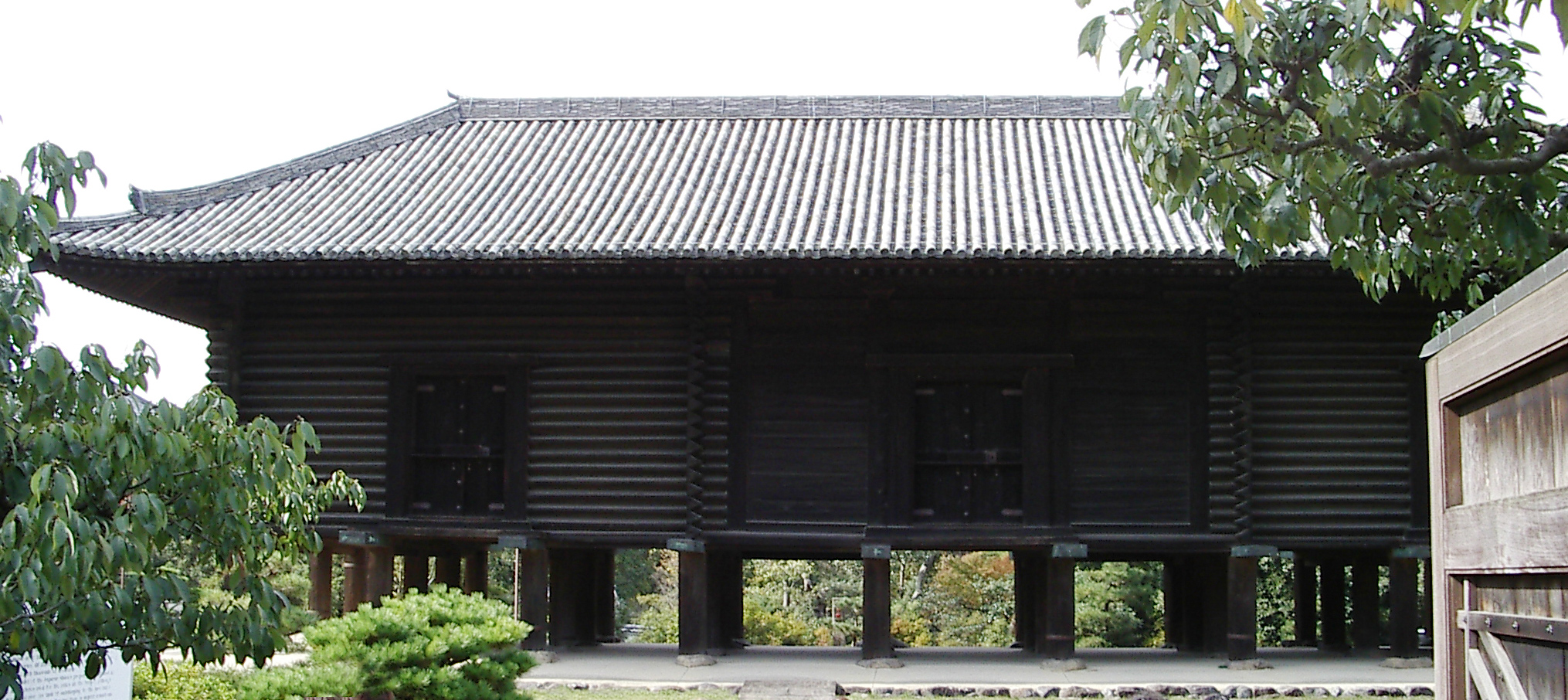
正倉院
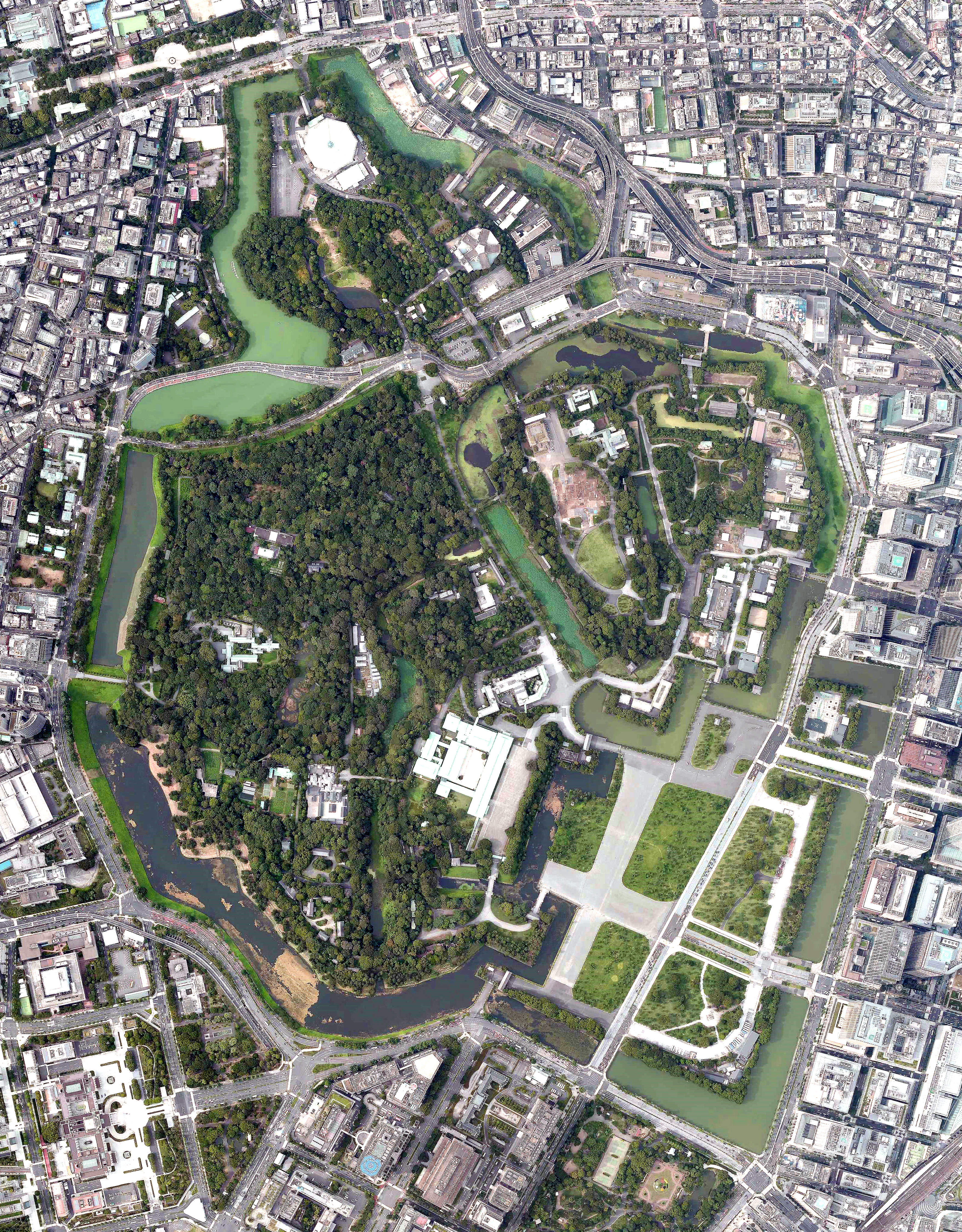
皇居付近の航空写真。 2019年撮影
国土交通省 国土地理院 地図・空中写真閲覧サービスの空中写真を基に作成
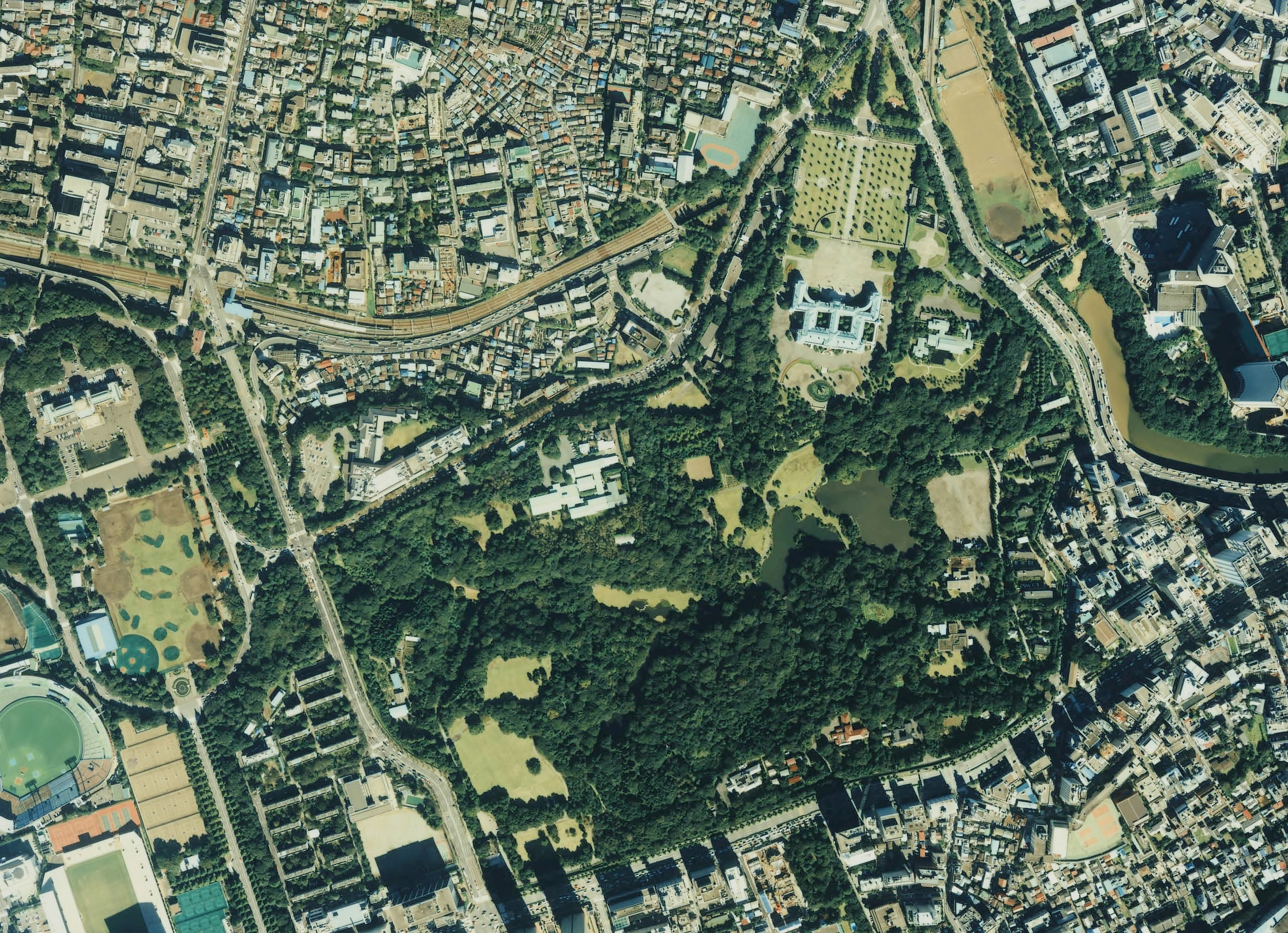
赤坂御用地の航空写真。1989年（平成元年）撮影。
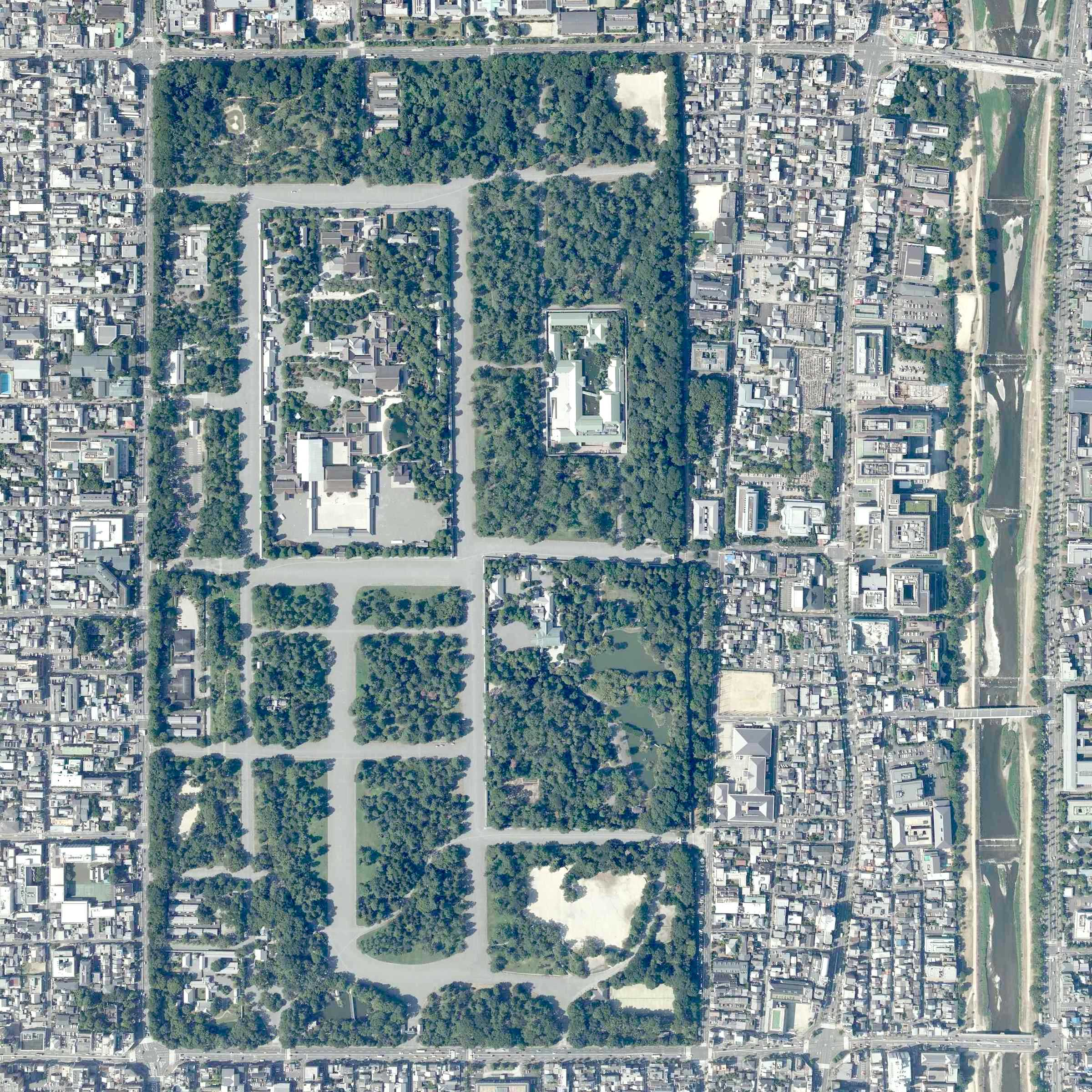
京都府京都市の京都御所の航空写真。2020年（令和2年）撮影
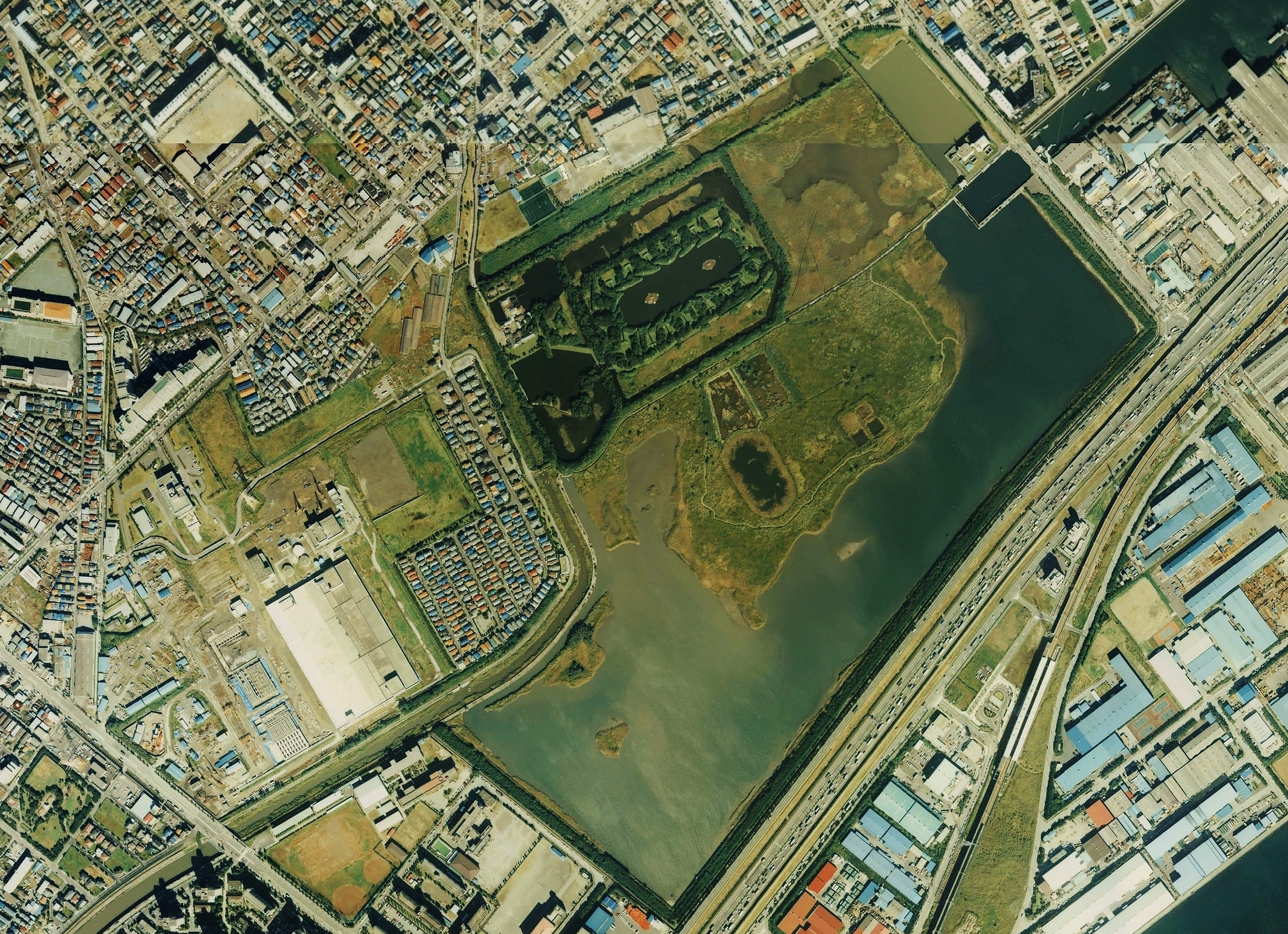
宮内庁新浜鴨場周辺の空中写真。1989年（昭和64年）。
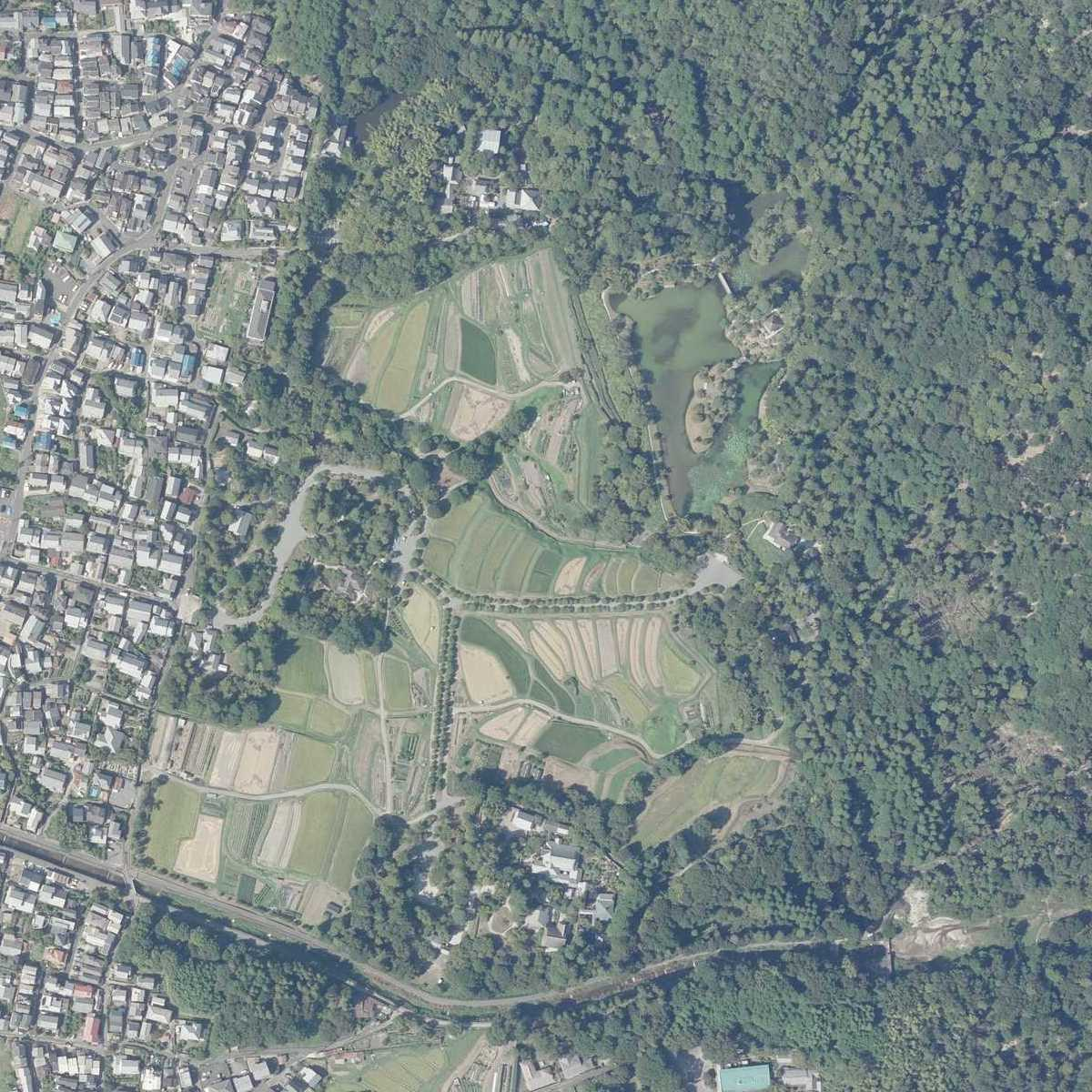
修学院離宮付近の空中写真。（2020年撮影）画像中央上部に見える池は浴龍池。